# Пудалов, Владимир Моисеевич
Владимир Моисеевич Пудалов (род. 6 октября 1945 года) — советский и российский физик, специалист в области физики конденсированного состояния, член-корреспондент РАН (2016).

## Биография
Родился 6 октября 1945 года.
В 1968 году окончил МФТИ.
В 1975 году защитил кандидатскую и в 1985 году — докторскую диссертацию.
В 1990—1993 годах — сотрудник Института микроструктурных исследований NRC Канады, профессор Университета Оттавы.
С 1996 по 1999 годы — преподавал в должности профессора в Университете Йогана Кеплера, Линц, Австрия.
В 2000, 2001, 2002 годах — работал приглашённым исследователем в Университете Ратгерса, США;
Заведующий отделом высокотемпературной сверхпроводимости и сверхпроводниковых наноструктур, заведующий лабораторией сильно коррелированных электронных систем, руководитель ЦКП ФИАН «Исследования сильно-коррелированных систем».
В 2016 году — избран членом-корреспондентом РАН.

## Научная деятельность
Специалист в области в области физики конденсированного состояния.
Ведет исследования в области сильно-коррелированных электронных систем.
Совместно с соавторами обнаружил и исследовал отрицательную сжимаемость двумерной электронной жидкости, чередующиеся переходы между фазами квантованного холловского проводника и изолятора, коллективное состояние двумерной электронной системы, новые фазы в одномерных органических кристаллах, в том числе гетерофазное состояние сверхпроводника и антиферромагнетика.
Обнаруженный им переход металл-изолятор в двумерной сильно коррелированной системе электронов радикально изменяет сложившееся представление о невозможности металлического состояния в двумерных системах.
В последние годы с соавторами обнаружили спонтанное возникновение спин-поляризованных «капель» в двумерной Ферми-жидкости, трансформацию Ферми- жидкости в сильно-коррелированную плазму с ростом межэлектронных взаимодействий, синтезировали ряд новых сверхпроводников на основе железа и впервые измерили значения энергетических щелей в их спектре.
Автор множества новых экспериментальных методов, в том числе метода исследования химического потенциала электронов, электронной спиновой восприимчивости, спиновой намагниченности и энтропии.

## Преподавание
С 2007 года — ведёт преподавательскую деятельность в должности профессора в МФТИ. C 2016 — в НИУ ВШЭ.
Под его научный руководством подготовлено и защищено не менее 6 диссертаций на звание кандидата наук.

## Награды
- Медаль ордена «За заслуги перед Отечеством» II степени (5 февраля 2024) — за большой вклад в развитие отечественной науки, многолетнюю плодотворную деятельность и в связи с 300-летием со дня основания Российской академии наук[3]
- Премия имени А. Ф. Иоффе (2014) — за цикл работ «Эффекты сильных межэлектронных корреляций в двумерных системах электронов в полупроводниках»
- Золотая медаль имени П.Л. Капицы (РАН, 25 июня 2024) — за цикл работ «Экспериментальные исследования эффектов фазового расслоения в низкоразмерных материалах и электронных системах» (1999-2024 гг.)